# Pácin
Pácin é um município da Hungria, situado no condado de Borsod-Abaúj-Zemplén. Tem 33,93 km² de área e sua população em 2015 foi estimada em 1.395 habitantes.